# Saburō
Saburō ist ein männlicher Vorname aus Japan. Zu den Trägern gehören:
- Saburō Iwasaki (1904–1982), japanischer Skilangläufer
- Saburō Ishikura (* 1946), japanischer Schauspieler
- Saburō Kawabuchi (* 1936), japanischer Fußballspieler
- Saburō Kurusu (1886–1954), japanischer Diplomat
- Saburō Ōkita (1914–1993), japanischer Politiker